# Донок (Нижньогородська область)
Донок (рос. Донок) — селище в Вознесенському районі Нижньогородської області Російської Федерації.
Населення становить 44 особи. Входить до складу муніципального утворення Сарминська сільрада.

## Історія
Від 2004 року входить до складу муніципального утворення Сарминська сільрада.

## Населення
| 1999 | 2002 | 2010 |
| ---- | ---- | ---- |
| 101  | ↘64  | ↘44  |